# Walker (Minnesota)
Walker er en amerikansk by og administrativt centrum i det amerikanske county Cass County, i staten Minnesota. I 2000 havde byen et indbyggertal på 1.069.

## Ekstern henvisning
- Walkers hjemmeside (engelsk)

47°06′05″N 94°35′14″V / 47.10139°N 94.58722°V